# Вільхівський Семен Михайлович
Семе́н Миха́йлович Вільхі́вський (нар. 1905 — пом. 1984) — радянський військовик часів Другої світової війни, командир 185-го гвардійського стрілецького полку 60-ї гвардійської стрілецької дивізії (6-та армія), гвардії підполковник. Герой Радянського Союзу (1944).

## Життєпис
Народився 16 квітня 1905 року в селі Мельниковому, нині Валківського району Харківської області, в селянській родині. Українець. У школі не навчався, працював у сільському господарстві.
До лав РСЧА призваний 5 жовтня 1926 року. У 1929 році закінчив Харківську школу червоних старшин. До 1933 року служив командиром взводу 88-го стрілецького полку 30-ї стрілецької дивізії (м. Павлоград). Член ВКП(б) з 1931 року. З жовтня 1933 по жовтень 1940 року обіймав посади командира стрілецького взводу і роти, єдиноначальника стрілецького батальйону, помічника і начальника штабу 121-го стрілецького полку 41-ї стрілецької дивізії в Кривому Розі, у Північній Осетії і Дагестані. У 1937 році в порядку командирського навчання склав екзамени за 7 класів школи при Будинку Червоної армії в Дагестані.
З жовтня 1940 року майор С. М. Вільхівський — помічник начальника навчального відділу Буйнакського військового піхотного училища, з серпня 1941 року — командир 129-го запасного стрілецького полку 26-ї стрілецької бригади Північно-Кавказького ВО (м. Майкоп), з лютого 1942 року — тво командира 197-ї стрілецької дивізії, з травня 1942 року — командир 862-го стрілецького полку тієї ж дивізії (м. Армавір).
На фронтах німецько-радянської війни з серпня 1942 року. Воював на Південно-Західному, Сталінградському, Донському і 3-му Українському фронтах. Був поранений. Командував стрілецькими полками у складі 197-ї і 278-ї (ІІ ф.) стрілецьких дивізій. З лютого 1943 року — командир 185-го гвардійського стрілецького полку 60-ї гвардійської стрілецької дивізії.
Особливо гвардії підполковник С. М. Вільхівський відзначився під час битви за Дніпро. У ніч з 25 на 26 листопада 1943 року полк під його командуванням, попри щільний артилерійсько-мінометний і рушнично-кулеметний вогонь супротивника, форсував річку Дніпро в районі села Розумівка, прорвав його сильно укріплену оборону і захопив на правому березі плацдарм до 4 км по фронту і до 3-х км у глиб. У подальших боях успішно відбивав всі контратаки супротивника зі значними для нього втратами.
У 1945 році закінчив прискорений курс навчання при Військовій академії імені М. В. Фрунзе. З травня 1945 року — командир 589-го стрілецького полку 216-ї Стрілецької дивізії Київського ВО; з лютого 1946 року — командир 182-го гірськострілецького полку 68-ї стрілецької дивізії Бакинського ВО в Ірані; з липня 1946 року — командир 158-го і 165-го окремих стрілецьких батальйонів 7-ї і 13-ї стрілецьких бригад Таврійського ВО; з квітня 1947 року — старший інспектор відділу Військових навчальних закладів Управління бойової і фізичної підготовки Закавказького ВО (м. Тбілісі).
У 1953 році полковник С. М. Вільхівський вийшов у запас. Жив і працював у Тбілісі, Моздоці, Дніпропетровську (нині — Дніпро). Помер 23 серпня 1984 року. Похований у Дніпропетровську.

## Нагороди
Указом Президії Верховної Ради СРСР від 22 лютого 1944 року «за зразкове виконання бойових завдань командування на фронті боротьби з німецькими загарбниками та виявлені при цьому відвагу і героїзм», гвардії підполковнику Вільхівському Семену Михайловичу присвоєне звання Героя Радянського Союзу з врученням ордена Леніна і медалі «Золота Зірка» (№ 3360).
Нагороджений двома орденами Леніна (22.02.1944, 19.11.1951), орденами Червоного Прапора (05.11.1946), Олександра Невського (02.10.1943), двома орденами Червоної Зірки (27.10.1942, 30.04.1945) і медалями.